# Stary Kostrzyn
Stary Kostrzyn, německy Alt Küstrin a lidově nazývaný „Pompeje“ či „Staré Město“, je západní historická část města Kostrzyn nad Odrą (Kostřín) ležícím v okrese Gorzów v Lubušském vojvodství v západním Polsku. Nachází se také u německo-polské státní hranice poblíž soutoku řek Odra a Warta v krajinném parku Park Krajobrazowy Ujście Warty (Krajinný park Ústí Warty) a v mezoregionu Kotlina Feienwaldzka.

## Historie a popis
Stary Kostrzyn se skládá převážně z ruin někdejších budov, které byly boji zničeny za druhé světové války v roce 1945. Patří mezi nejvíce válkou poškozená města současného Polska. Bývá nazýván „polskou Hirošimu“ či „Pompejemi“. Po druhé světové válce se Stary Kostrzyn ocitl v tzv. navrácených územích a dne 28. června 1946 se stal součástí okresu Gorzów v Poznaňském vojvodství a Dne 6. července 1950 byl začleněna do nově vzniklého Zelenohorské vojvodství. Stary Kostrzyn nebyl nikdy přestavěn s výjimkou vybraných částí, např. Brama Berlińska (Berlínská brána), Brama Chyżańska, Bastion Filip aj. Na opačném (levém) břehu Odry leží město Küstrin-Kietz patřící do zemského okresu Marecké Poodří v Braniborsku.

## Trasy pro cyklisty
- Dálková cyklistická trasa Szlak Zielona Odra.
- Mezinárodní cyklistická trasa Euroroute R1.

## Galerie

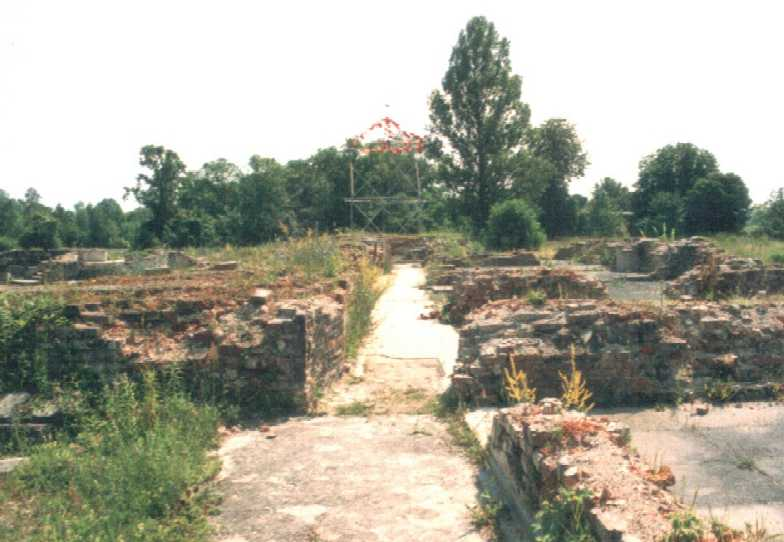
bývalé ulice Starého Kostrzyna
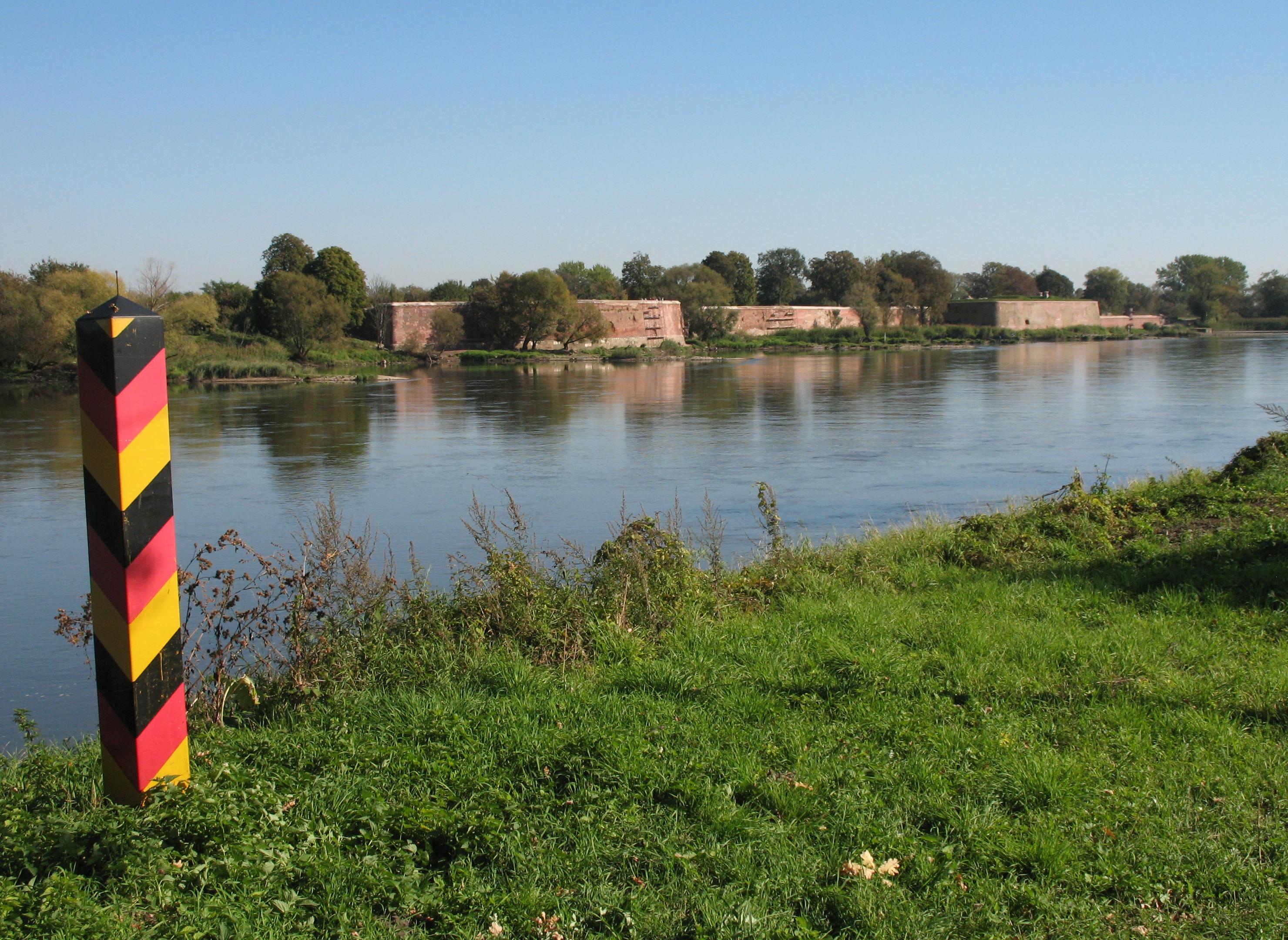
Pohled z Německé strany Odry
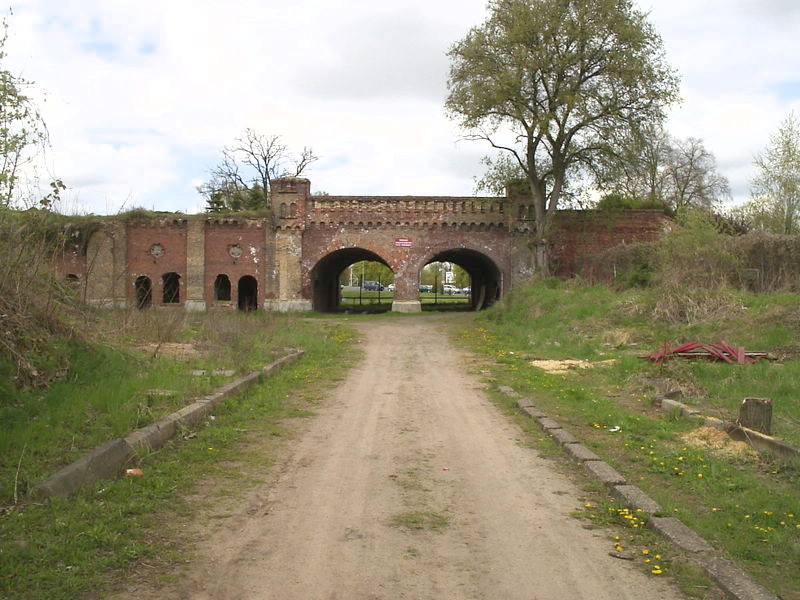
Brama Berlińska (Berlínská brána)
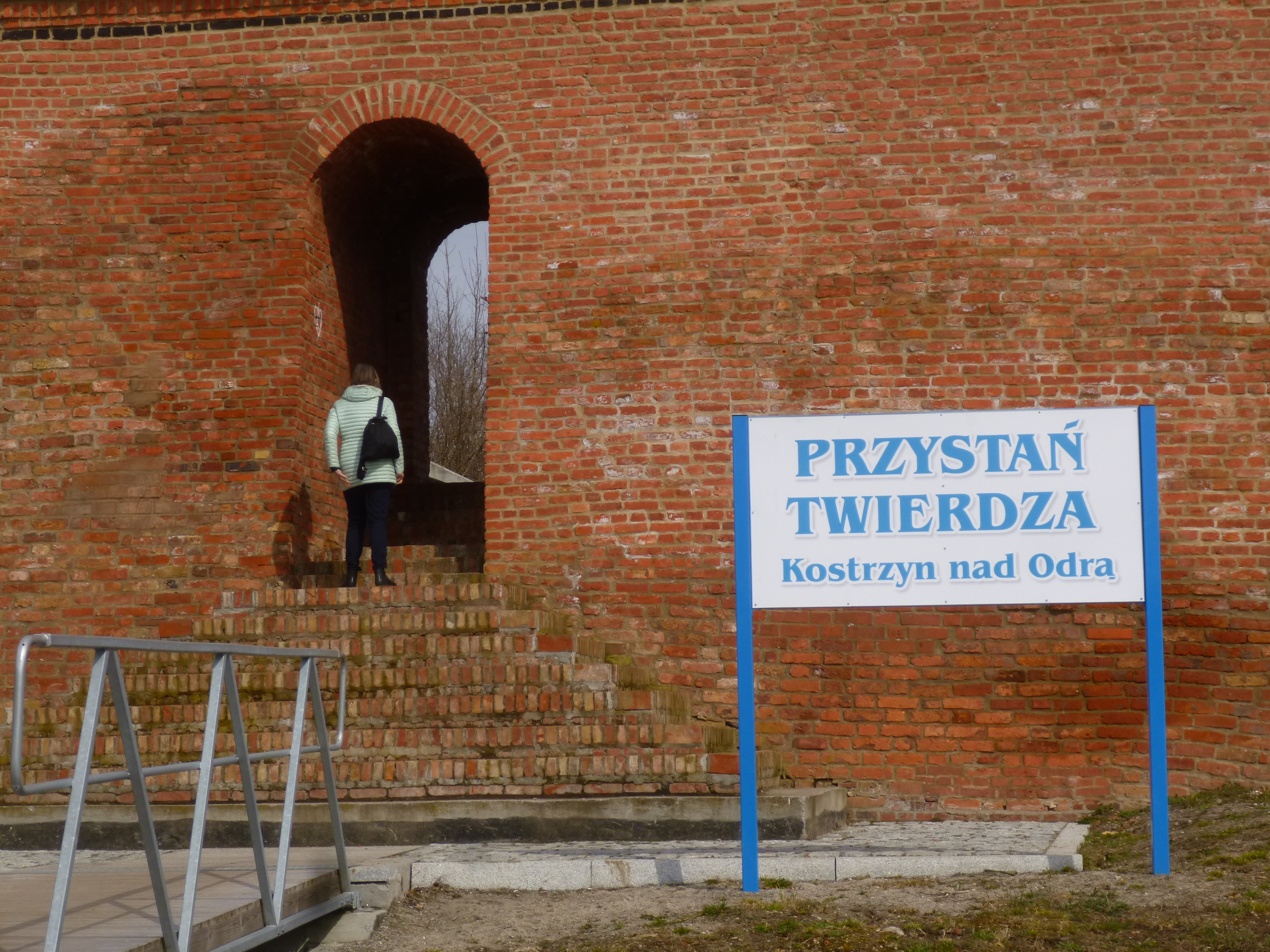
Přístav
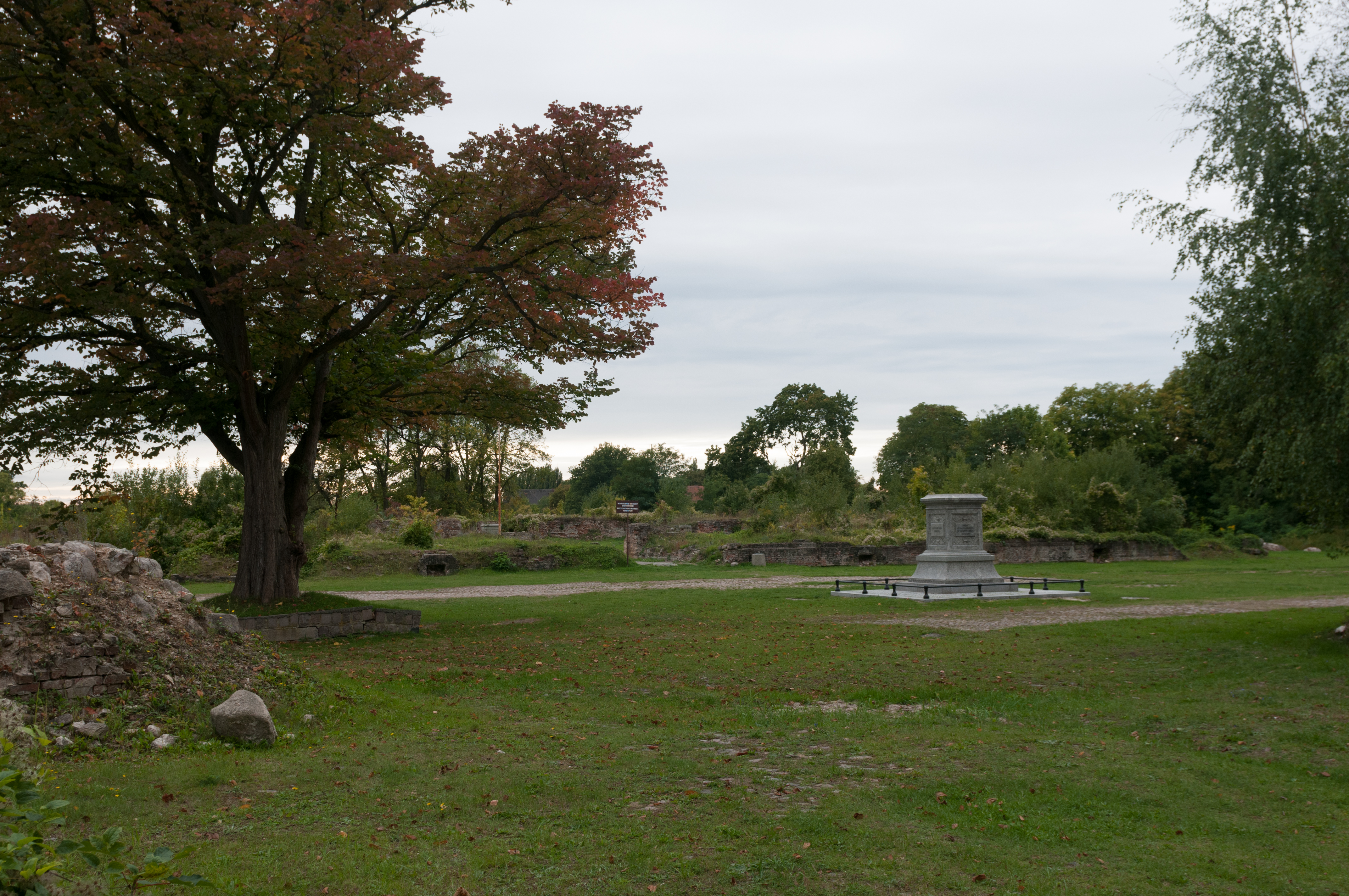
Sokl bývalého památníku